# Dorysthetus madeirensis
Dorysthetus madeirensis är en skalbaggsart som beskrevs av Ohaus 1922. Dorysthetus madeirensis ingår i släktet Dorysthetus och familjen Rutelidae. Inga underarter finns listade i Catalogue of Life.